# Barry Marshall
Barry James Marshall (* 30. září 1951, Kalgoorlie) je australský lékař, profesor klinické mikrobiologie na Západoaustralské univerzitě. V roce 2005 obdržel společně s Robinem Warrenem Nobelovu cenu za fyziologii a medicínu za pozoruhodný a nečekaný objev, že záněty žaludku i žaludeční vředy způsobuje infekce, kterou vyvolává bakterie Helicobacter pylori.